# Duklja

Engelskspråkig karta över de äldre medeltida Montenegrinska furstendömena.

Duklja var ett montenegrinskt furstendöme på Balkanhalvön.  Riket omfattade dagens Montenegro och delar av norra Albanien. Duklja var ett av de montenegrinska rikena tillsammans med bland annat Raška innan det enade Montenegro började se sin tillkomst runt år 1200. Furstendömet bytte dessförinnan namn till Zeta efter floden Zeta. Därför kom furstendömet mellan ungefär år 1200 och 1500 att kallas för Zeta.